# ノンノス
ノンノス（Nonnus, ギリシア語：Νόννος, 4世紀後期ごろ - 5世紀初期ごろ）はローマ帝国期のギリシア語叙事詩人。エジプトのテバイス地方の都市パノポリス（現アクミム）出身。
ノンノスの作品は、ディオニューソスを扱った叙事詩『ディオニューソス譚（Dionysiaca, ディオニュシアカ）』、『ヨハネによる福音書』のパラフレーズの他に、消失した2つの詩『巨人族の戦い』、『バッサリカ (Bassarica)』がある。

## 作品
ノンノスの代表作『ディオニューソス譚』は48巻から成る叙事詩で、そのテーマはディオニューソスのインド遠征と帰還である。最初の部分は、エウローペーの略奪、ゼウスとテューポーンの戦い、テーバイの神話的歴史を扱っている。ディオニューソス（誕生の場面）は8巻まで出てこない。このテーマは既に他の詩人たちも扱っていて、アレクサンドロス3世（アレキサンダー大王）の時代以来、王と神、敵と巨人族の対比から人気を得ていた。
途方もなく長く、華麗ではあるが混沌として、美しくはあるが人為的な詩作、行動と情熱の描写はキャラクターをまったくなおざりにしている、など、この詩はインドの叙事詩に似ている。クラウディアヌス同様、ノンノスは豊富な学識となお一層の豊富な意匠を凝らした作家であり、ノンノスの欠点はノンノスが生きた時代の欠点だった。ノンノスの長所といえば、ホメーロスのヘクサメトロス（長短短六歩格）を引っ張り出してくる際の几帳面な仕上げにあるが、韻文化の正しさは作品を単調にしてしまう。後継者のヴォキャブラリーへのノンノスの影響は大きかった。
現存するもう1冊の『ヨハネによる福音書』のパラフレーズは、ノンノスが後半生にキリスト教に改宗したことを窺わせて興味深い。そのスタイルは叙事詩のそれに較べて劣っていないものの、既に美しく飾られた福音記者の物語体以上に美しく飾られたせいで、大言壮語で味わいが物足りない印象を与えてしまっている。
ノンノスの他の作品は失われている。『バッサリカ』（これもディオニューソスをテーマにしたものである）は4行だけ、ビュザンティオンのステパノスの注釈の中に残っている。『ギリシア詞華集』のエピグラムによると (ix. 198)、ノンノスは『巨人族の戦い』という本の作者であった。

## 伝記
- en:Editio Princeps (1569)
- Hermann August Theodor Köchly (1858)
- the comte de Marcellus (1856)
- en:J. G. Hermann, Orphica (1805), p. 690
- Arthur Ludwich, Beitrage zur Kritik des Nonnus (1873)
- C. Lehrs, Quaestiones epicae (1837), pp. 255-302
- en:R. Kohler, Uber die Dionysiaka des Nonnus (1853)
- en:I. Negrisoli, Studio critico ... Nonnus Panopolita (1903).